# Пјан Лодола (Савона)
Пјан Лодола је насеље у Италији у округу Савона, региону Лигурија.
Према процени из 2011. у насељу је живело 14 становника. Насеље се налази на надморској висини од 345 м.